# Paractedrilus
Paractedrilus är ett släkte av ringmaskar som beskrevs av Erséus 1992. Paractedrilus ingår i familjen glattmaskar.
Släktet innehåller bara arten Paractedrilus bakeri.